# 無象静照

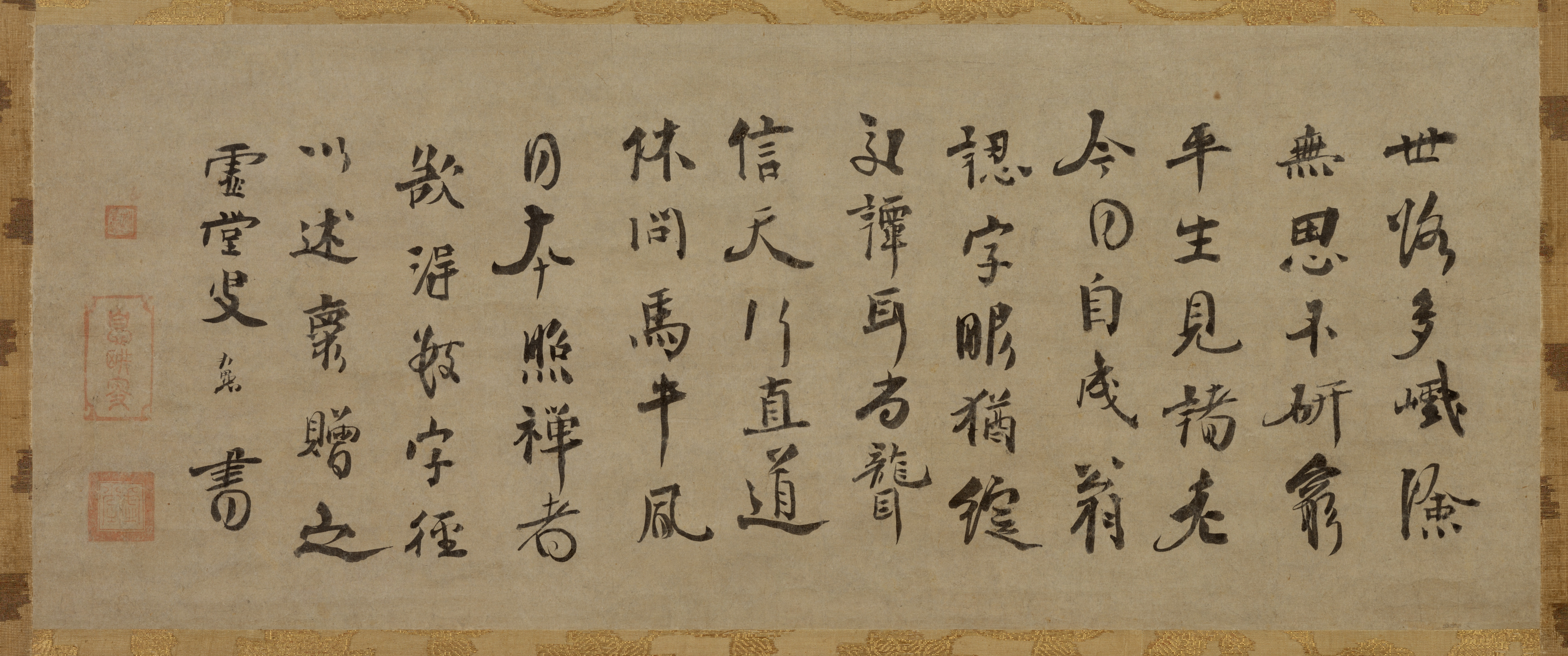
虚堂智愚が「日本照禅者」（無象静照とされる）に与えた偈頌（通称・破れ虚堂）

無象静照（むぞう じょうしょう）は、鎌倉時代の臨済宗の禅僧。法海派の開祖。北条得宗家や鎌倉の聖・俗界と南宋禅林を繋ぐキ－パースンとして活動した。北条時頼の近親で東福寺円爾に学び、1252～65年に入宋して高僧石渓心月・虚堂智愚に随侍し、渡来僧の蘭渓道隆・大休正念・無学祖元と親交を結んだ。

## 経歴・人物
鎌倉に誕生。北条時頼の近親者。はじめ東福寺の円爾に師事。円爾の推薦状を携え建長4年（1252年）に渡宋し、径山にのぼり、石渓心月に参じて、その法を嗣ぐ。その後育王山の知客となり虚堂智愚に隋侍する。
文永2年（1265年）、在宋14年にして帰朝。鎌倉建長寺の蘭渓道隆の会下に連なる。山城の仏心寺の開山となる。鎌倉に龍華山真際精舎を創建、相州胡桃谷法源寺に住する。建治3年（1277年）、博多聖福寺に晋山。このころ常陸に興禅寺開創。鎌倉に戻り、真際庵に居す。北条師時、大休正念を開山として鎌倉に浄智寺を開き、真際庵は移転してその本庵となる。無象は真際庵の跡地に鎌倉大慶寺を開く。弘安年間（1278-88年）の初め、北条時宗は無象を請じ、石渓を勧請開山として武蔵国に正福寺を開く。正応2年（1289年）、丹波の宝林寺の開山となる。正応3年（1290年）、京都仏心寺に入る。正安元年（1299年）、相模大慶寺にいるとき、北条貞時に招かれ、鎌倉浄智寺の住持となる。北条貞時は浄智寺を五山に列した。
嘉元4年5月15日（1306年6月26日）、浄智寺真際庵で入寂。無学祖元の伝記史料「仏光禅師行状」を撰述するなど、入宋中に知りあった無学祖元とは、無学が来日して寂するまで非常に親しい関係にあった。